# Peter Jurasik
Peter Jurasik (n. Queens, Nueva York; 25 de abril de 1950) es un actor estadounidense.
Es muy conocido debido a su papel como Sid the Snitch en la serie de televisión Hill Street Blues y como Londo Mollari en la serie de ciencia ficción Babylon 5.
En 1998 escribió junto a William H. Keith, Jr. la novela cómica de ciencia ficción Diplomatic Act en la que el protagonista es el actor de una serie de ciencia ficción que es secuestrado por unos alienígenas que creen que es realmente el personaje que interpreta. La novela es muy parecida a la película Héroes fuera de órbita.
En 2003 se retiró de la actuación, y vive en Carolina del Norte donde da clases de interpretación en la Universidad de Carolina del Norte en Wilmington.

## Filmografía (Selección)
- Canción triste de Hill Street. (1981) Hill Street Blues. De Corey Allen.
- Tron. (1982) Tron. De Steven Lisberger.
- Riesgos aceptables. (1986) Acceptable Risks. De Rick Wallace.
- Peter Gunn. (1989) Peter Gunn. De Blake Edwards.
- Este chico es un demonio. (1990) Problem Child. De Dennis Dugan.
- La Decepción. (1992) A House of Secrets and Lies. De Paul Schneider.
- Una Madre acusada. (1993) Without a Kiss Goodbye. De Noel Nosseck.
- Mr. Jones. (1993) Mr. Jones. De Mike Figgis.